# Подберезье (Батецкий район)
Подберезье — деревня в Батецком районе Новгородской области России. Входит в состав Передольского сельского поселения.

## География
Деревня находится в северо-западной части Новгородской области, в зоне хвойно-широколиственных лесов, на левом берегу реки Луга, при автодороге 49К-01, на расстоянии примерно 15 км (по прямой) к юго-западу от посёлка Батецкий, административного центра района. Абсолютная высота — 58 м над уровнем моря. Ближайшие населённые пункты: Подгорье, Кшева, Лихарева Горка, Брод.

### Часовой пояс
Деревня Подберезье, как и вся Новгородская область, находится в часовой зоне МСК (московское время). Смещение применяемого времени относительно UTC составляет +3:00.

## Население
| 1862 | 2010 |
| ---- | ---- |
| 193  | ↘59  |

Половой состав
По данным Всероссийской переписи населения 2010 года, в гендерной структуре населения мужчины составляли 45,8 %, женщины — соответственно 54,2 %.
Национальный состав
Согласно результатам переписи 2002 года, в национальной структуре населения русские составляли 98 % из 95 чел.